# Domhnall Gleeson
Domhnall Gleeson (/ˈdoʊnəl/; sinh ngày 12 tháng 5 năm 1983) là một nam diễn viên, lồng tiếng phim người Ireland. Anh là con trai của diễn viên Brendan Gleeson.

## Thời thơ ấu
Gleeson sinh ra tại Dublin, Cộng hòa Ireland. Anh là con trai của bà Mary (nhũ danh: Weldon) và nam diễn viên Brendan Gleeson.